# Dyskografia Don Carlosa
Dyskografia Don Carlosa, jamajskiego wykonawcy muzyki roots reggae.

## Albumy studyjne
| L.p. | Tytuł                                             | Data wydania | Wytwórnia      | Format |
| ---- | ------------------------------------------------- | ------------ | -------------- | ------ |
| 1.   | Suffering                                         | 1981         | Negus Roots    | LP     |
| 2.   | Harvest Time                                      | 1982         | Negus Roots    | LP     |
| 3.   | Day To Day Living                                 | 1982         | Greensleeves   | LP     |
| 4.   | Them Never Know Natty Dread Have Him Credential * | 1982         | Hit Bound      | LP     |
| 5.   | Pass Me the Lazer Beam                            | 1982         | Jackpot        | LP     |
| 6.   | Raving Tonight *                                  | 1983         | RAS            | LP     |
| 7.   | Pure Gold                                         | 1983         | Vista Sounds   | LP     |
| 8.   | Ghetto Living *                                   | 1983         | Tamoki Wambesi | LP     |
| 9.   | Never Run Away *                                  | 1984         | Kingdom        | LP     |
| 10.  | Just A Passing Glance                             | 1984         | RAS            | LP     |
| 11.  | Plantation *                                      | 1984         | CSA            | LP     |
| 12.  | Deeply Concerned                                  | 1987         | RAS            | LP     |
| 13.  | Ease Up *                                         | 1994         | RAS            | CD     |
| 14.  | Seven Days A Week                                 | 1998         | RAS            | CD     |
| 15.  | Changes                                           | 2010         | Don Carlos     | CD     |

*  krążki sygnowane Don Carlos & Gold

## Albumy koncertowe
| L.p. | Tytuł                 | Data wydania | Wytwórnia   | Format | Komentarz                                                                     |
| ---- | --------------------- | ------------ | ----------- | ------ | ----------------------------------------------------------------------------- |
| 1.   | Live in San Francisco | 2002         | 2B1         | CD     | nagranie z koncertu w San Francisco 24 lutego 2001 roku                       |
| 2.   | Live at Reggae Rising | 2009         | Natural VIP | DVD    | nagranie z koncertu na festiwalu Reggae Rising w Kalifornii 3 lipca 2008 roku |

## Kompilacje
| L.p. | Tytuł                               | Data wydania | Wytwórnia   | Format | Komentarz                                                                        |
| ---- | ----------------------------------- | ------------ | ----------- | ------ | -------------------------------------------------------------------------------- |
| 1.   | Time Is the Master                  | 1992         | RAS         | CD     | składanka „the best of"                                                          |
| 2.   | RAS Portraits: Don Carlos           | 1997         | RAS         | CD     | składanka z serii „RAS Portraits"                                                |
| 3.   | Jah Light                           | 2002         | Black Arrow | CD     | składanka „the best of"                                                          |
| 4.   | Kings of Reggae: Don Carlos         | 2002         | Nocturne    | CD     | składanka z serii „Kings of Reggae"                                              |
| 5.   | Special Edition                     | 2004         | Jafada      | CD     | składanka „the best of"                                                          |
| 6.   | Inna Dub Style: Rare Dubs 1979-1980 | 2004         | Jamaican    | CD, LP | składanka zdubowanych przez King Tubby'ego singli z lat 1979-80                  |
| 7.   | Tribulation                         | 2006         | Attack      | CD, LP | składanka „the best of"                                                          |
| 8.   | Tribulation: Don Carlos in Dub      | 2007         | Attack      | CD, LP | składanka utworów zdubowanych przez King Tubby'ego i Augustusa „Gussie P” Prento |

## Wspólnie z innymi wykonawcami
| Wykonawcy                                 | Tytuł                  | Data wydania | Wytwórnia       | Format |
| ----------------------------------------- | ---------------------- | ------------ | --------------- | ------ |
| Don Carlos & Culture                      | Roots & Culture        | 1982         | Jah Guidance    | LP     |
| Don Carlos & The Gladiators               | Show-Down Vol. 3       | 1984         | Empire          | LP     |
| Don Carlos, Anthony Johnson & Little John | Rasta Brothers         | 1985         | Dancefloor      | LP     |
| Don Carlos & Junior Reid                  | Firehouse Clash        | 1986         | Live & Learn    | LP     |
| Don Carlos & Earl Cunningham              | Prison Oval Clash      | 1986         | Tamoki Wambesi  | LP     |
| Don Carlos & Horace Andy                  | Head 2 Head            | 2001         | Attack          | CD     |
| Don Carlos & Dennis Brown                 | Reggae & Ska Twin Pack | 2002         | Dressed To Kill | CD     |

## Inne
Don Carlos wraz z Duckie Simpsonem i Rudolphem „Garthem” Dennisem współtworzył w latach 1990 - 95 trio wokalne legendarnej grupy Black Uhuru, z którą nagrał cztery albumy studyjne: Now (1990), Iron Storm (1991), Mystical Truth (1992) i Strongg (1994) oraz album koncertowy Live (1995).
Ponadto wydał około 50 singli na winylach 7" i 12”. Wiele jego piosenek znalazło się na różnych składankach z muzyką reggae.